# Pierre Barouh
Pierre Barouh (Paris, 19 de fevereiro de 1934 – Paris, 28 de dezembro de 2016) foi um compositor e ator francês.
Barouh também dirigiu um documentário sobre os primórdios da bossa nova, “Saravah”, em 1972, além de outros três filmes. Ele trabalhou como ator em 20 filmografias, o último em 2010, “Le Marais Criminels”.